# Whatever It Takes (canção de Imagine Dragons)
"Whatever It Takes" é uma canção da banda americana de rock Imagine Dragons. A música foi lançada em 8 de maio de 2017, como um single promocional através da KIDinaKORNER e pela Interscope Records. Mais tarde, tornou-se o terceiro single do terceiro álbum de estúdio da banda, Evolve, em 6 de outubro de 2017. Foi também a música-tema oficial para o evento PPV do WWE Battleground, além de sua inclusão no videogame Madden NFL 18.

## Faixas
| Download digital |                     |         |  |
| N.º              | Título              | Duração |  |
| 1.               | "Whatever It Takes" | 3:21    |  |

## Desempenho nas tabelas musicais
| Tabela musical (2017)                                   | Melhor posição |
| ------------------------------------------------------- | -------------- |
| Alemanha (Offizielle Deutsche Charts)                   | 7              |
| Austrália (ARIA Charts)                                 | 60             |
| Áustria (Ö3 Austria Top 75)                             | 9              |
| Bélgica (Ultratip Bubbling Under da Valônia)            | 1              |
| Bélgica (Ultratop 50 de Flandres)                       | 27             |
| Canadá (Canadian Hot 100)                               | 76             |
| República Checa (Rádio Top 100)                         | 3              |
| República Checa (Singles Digitál Top 100)               | 13             |
| Escócia (Scottish Singles Chart)                        | 61             |
| Eslováquia (Singles Digitál Top 100)                    | 22             |
| Estados Unidos (Billboard Hot 100)                      | 92             |
| Estados Unidos (Billboard Hot Rock & Alternative Songs) | 5              |
| França (SNEP)                                           | 79             |
| Irlanda (IRMA)                                          | 86             |
| Itália (FIMI)                                           | 64             |
| Lituânia (M-1 Top 40)                                   | 1              |
| Nova Zelândia (Recorded Music NZ)                       | 5              |
| Países Baixos (Dutch Top 40)                            | 17             |
| Países Baixos (Single Top 100)                          | 67             |
| Polónia (Polish Airplay Top 100)                        | 33             |
| Portugal (AFP)                                          | 48             |
| Reino Unido (UK Singles Chart)                          | 93             |
| Rússia (Tophit)                                         | 46             |
| Suécia (Sverigetopplistan)                              | 94             |
| Suíça (Schweizer Hitparade)                             | 25             |

## Histórico de lançamento
| País           | Data                   | Formato                  | Gravadora                        |
| -------------- | ---------------------- | ------------------------ | -------------------------------- |
| Mundo          | 8 de maio de 2017      | Download Digital         | Interscope Records, Kidinakorner |
| Reino Unido    | 6 de outubro de 2017   | Contemporary hit radio   | Interscope Records, Kidinakorner |
| Reino Unido    | 20 de outubro de 2017  | Download Digital         | Interscope Records, Kidinakorner |
| Estados Unidos | 14 de novembro de 2017 | Rádio Adult contemporary | Interscope Records, Kidinakorner |
| Alemanha       | 17 de novembro de 2017 | CD Single                | Interscope, Universal            |